# Садовская, Наталья
Наталья Садовская (пол. Sadowska Natalia; род. 27 июля 1991, Минск Мазовецкий, Польша) — польская шашистка, двукратная чемпионка мира (2016, 2018), серебряный призёр чемпионата мира 2015 года и бронзовый призёр чемпионата мира 2013 года в формате быстрые шашки, чемпионка Европы 2022, чемпионка Европы 2015 в формате быстрые шашки, победитель этапов Кубка Мира по международным шашкам среди женщин (Вагенинген-2013, Парамарибо-2016 и Салоу-2016), бронзовый призёр Всемирных интеллектуальных игр (2012) и чемпионата Европы (2010, 2024).
Международный гроссмейстер среди женщин (GMIF), мастер ФМЖД по шашкам-64.

## Биография
Шашками начала заниматься в 8 лет у Лешека Петлицкого. Первый успех на международной арене пришёл в 2001 году — Наталья стала бронзовым призёром чемпионата Европы (категория до 10 лет).
Наибольший успех пришёл в 2016 году — она стала серебряным призёром первого чемпионата мира по турецким шашкам и выиграла матч за звание чемпионки мира по международным шашкам у Ольги Камышлеевой со счётом 56 : 28.
Восьмикратная чемпионка Польши среди женщин и трёхкратная чемпионка Польши по международным шашкам среди мужчин (2018, 2019, 2024).
Наталья Садовская окончила Академию национальной обороны по вопросам внутренней безопасности.
28 апреля 2021 года во время одной из партий в матче за звание чемпионки мира убрала с игрового стола флаг своей страны в знак солидарности с российской спортсменкой после резонансного скандала.

## Спортивные достижения

### Чемпионат мира
- 2011 (10 место)
- 2013 (8 место)
- 2015 (2 место)
- 2016 (2 место, турецкие шашки)
- 2016 (победитель матча за звание чемпионки мира)
- 2017 (4 место)
- 2018 (победитель матча за звание чемпионки мира)
- 2019 (5 место)
- 2021 (проигрыш матча за звание чемпионки мира)
- 2021 (4 место)
- 2023 (5 место)

### Чемпионат Европы
- 2010 (3 место)
- 2012 (9 место)
- 2014 (9 место)
- 2016 (10 место)
- 2018 (8 место)
- 2022 (1 место)
- 2024 (3 место)

### Чемпионат Польши среди женщин
- 2006 (2 место)
- 2009 (1 место)
- 2010 (2 место)
- 2011 (2 место)
- 2012 (2 место)
- 2013 (1 место)
- 2014 (1 место)
- 2015 (1 место)
- 2018 (3 место)
- 2020 (2 место)
- 2023 (3 место)
- 2024 (5 место)
- 2025 (1 место)

### Чемпионат Польши среди мужчин
- 2013 (6 место)
- 2014 (5 место)
- 2015 (3 место)
- 2017 (2 место)
- 2018 (1 место)
- 2019 (1 место)
- 2020 (2 место)
- 2023 (3 место)
- 2024 (1 место)